# Liste der Kinos in Berlin-Gesundbrunnen
Die Liste der Kinos in Berlin-Gesundbrunnen gibt eine Übersicht aller Kinos, die im heutigen Berliner Ortsteil Gesundbrunnen existiert haben. Die Liste wurde nach Angaben aus den Recherchen im Kino-Wiki aufgebaut und mit Zusammenhängen der Berliner Kinogeschichte aus weiteren historischen und aktuellen Bezügen verknüpft. Sie spiegelt den Stand der in Berlin jemals vorhanden gewesenen Filmvorführeinrichtungen als auch die Situation im Januar 2020 wider. Danach gibt es in Berlin 92 Spielstätten, was Platz eins in Deutschland bedeutet, gefolgt von München (38), Hamburg (28), Dresden (18) sowie Köln und Stuttgart (je 17). 
Gleichzeitig ist diese Zusammenstellung ein Teil der Listen aller Berliner Kinos und der Ortsteillisten.

## Die Kinos in alphabetischer Folge
| Name/Lage                                                               | Adresse                                   | Bestand       | Beschreibung | Bild                                              |
| ----------------------------------------------------------------------- | ----------------------------------------- | ------------- | --- | ------------------------------------------------- |
| Atlantic (Lage)                                                         | Brunnenstraße 131/132                     | 1954–1971     | Das Atlantic in der Brunnenstraße war ein Kino von 1954 bis 1971. Bis 1961 galt es auch als Grenzkino. Nach der Schließung 1971 zog ein Supermarkt ein. Noch heute kann man den ehemaligen Kinoeingang erkennen. „Der Berliner Theaterbesitzer Max Knapp eröffnete zwei neue Häuser. Mit Fritz Seifert hat er sich zur Kinobetriebsgesellschaft Atlantic (Knapp, Seifert & Co.) zusammengeschlossen, die ihr neuerbautes Haus atlantic der Öffentlichkeit übergab. Architekt: Bruno Meltendorf. 556 Plätze. Es können Normal- und CinemaScope-Filme vorgeführt werden. UFA-Handel lieferte die Ernemann-Vorführmaschinen. Bestuhlung: Wegener, Berlin.“ (aus: Der neue Film 91/1954) | Kino atlantic 1950er Jahre                        |
| Baldur-Lichtspiele (Lage)                                               | Reinickendorfer Straße 38                 | 1912–1921     | Das Kino soll von 1912 bis 1921 bestanden haben. Das Originalgebäude ist zerstört, hier befindet sich der Flachbau eines Teppichmarktes. |                                                   |
| Ballschmieder-Lichtspiele (Rio) (Lage)                                  | Badstraße 15/16                           | 1915–1950     | In der Badstraße 16 befand sich das Etablissement Ballschmieders Kastanienwäldchen von Richard Ballschmieder, das er um 1900 mit Prachtsaal und Konzertgarten erbauen ließ. Ab 1915 wurden hier die ersten Filme gezeigt. Den Zweiten Weltkrieg scheint das Gebäude ohne große Zerstörungen überstanden zu haben, es wurden dort noch bis 1950 im Rio-Tageskino Filme vorgeführt. Seit 1929 befindet sich zudem an dieser Stelle schon ein Woolworth-Kaufhaus, das vermutlich nach 1950 sein Haus mit dem Abriss des verbliebenen Kinosaales erweiterte. | Ballschmieders Kastanienwäldchen, Prachtsaal 1906 |
| Bella-Lichtspiele (Volks-Theater) (Lage)                                | Bellermannstraße 82/83                    | 1910–1945     | Das kleine Kinematographentheater wurde 1910 in der Bellermannstraße 82/83 eingerichtet, es verfügte über die Jahre immer um 140–160 Sitzplätze. Im Zweiten Weltkrieg wurde das Kino zerstört. |                                                   |
| Colosseum am Wedding (Lage)                                             | Wiesenstraße 41/42                        | 1919–1921     | Die Gebrüder Langer waren zur gleichen Zeit auch Betreiber eines Kinos in der Kösliner Straße 8. Die beiden Adressen liegen räumlich sehr nah beieinander. Die Gebäude wurden im Krieg anscheinend zerstört, heute befinden sich dort in den 1950er Jahren errichtete Wohnhäuser. Der Kinobetrieb währte anscheinend nur von 1919 bis 1921. |                                                   |
| Corso-Theater (Lichtburg) (Lage)                                        | Behmstraße 7–9                            | 1929–1962     | Die Lichtburg war ein Großkino, das 1929 nach einem Entwurf des Architekten Rudolf Fränkel in unmittelbarer Nachbarschaft zum Bahnhof Gesundbrunnen im Zusammenhang mit der Gartenstadt Atlantic errichtet wurde. Im Zweiten Weltkrieg erheblich zerstört. 1947 erfolgte die Wiedereröffnung unter dem Namen Corso-Theater. Bis zum Mauerbau besuchten vor allem zahlreiche Ostberliner das Grenzkino im französischen Sektor. Die Isolation des Stadtteils Wedding infolge der Teilung Berlins führte 1962 zur Schließung des Kinos. Im Zuge umfassender Sanierungsprogramme erfolgte schließlich 1970 der Abriss des denkmalgeschützten Gebäudekomplexes. | Kino Lichtburg 1931 · Heutiges Gebäude (2010)     |
| Eisenstein (Kino in der Fabrik) (Lage)                                  | Osloer Straße 12                          | 1988–1994     | Das Kino Eisenstein befand sich in einer stillgelegten Zündholz-Fabrik in der Osloer Straße 12. 1989 wurde dort das Werktheater Wedding als Mehrspartentheater gegründet, das 1991 scheiterte. 1991 wurde das Projekt „Kunst und Medien“ gegründet, dessen Mitarbeiter im alten Theatersaal auf dem Fabrikgelände das Programmkino Eisenstein ins Leben riefen. Das Filmtheater erhielt für sein Programm 1993 sogar eine Auszeichnung des Bundesministers des Innern. Das Kino konnte langfristig jedoch nicht wirtschaftlich betrieben werden und schloss 1995. |                                                   |
| Elektra Kino-Palast (Lage)                                              | Kösliner Straße 8                         | 1927–1938     | 1927 wurde das Kinogebäude nach Plänen der Architekten Paul Überholz und Wilhelm Kratz errichtet. 1930 kaufte Familie Wimmer aus Potsdam das Großkino. Das Kino bestand von 1927 bis 1938. Aber schon 1935 wird das Kino nicht mehr in den Adressbüchern aufgeführt. Dafür gibt es schon für 1920/1921 Einträge. Im zweiten Hof der Kösliner Straße 8 befand sich der „Nord-Palast“, ein häufiger Treffpunkt der Arbeiterbewegung der 1920er Jahre und Versammlungssaal. Der Festsaal mit Bühne gehörte zum „Kösliner Hof“. Die Gebrüder Langer betrieben auch das Kino „Colosseum am Wedding“ in der Wiesenstraße 41/42, das auch die Adresse des Kinobetreibers Herkenrath (Elektra-Palast) von 1932 bis 1934 ist. Die beiden Adressen liegen räumlich sehr nah beieinander. Die Gebäude wurden im Krieg zerstört, heute befinden sich dort in den 1950er Jahren errichtete Wohnhäuser. |                                                   |
| Faun-Lichtspiele (Lage)                                                 | Koloniestraße 112                         | 1952–1962     | In der Koloniestraße 112 befand sich auch eine Süßwarenfabrik. Auf diesem Gewerbegrundstück entstanden 1952 die Faun-Lichtspiele in einer ehemaligen Garage. (Einrichtung durch Architekten Carl Weiß & Erich Goetze) 1962 wurde das Kino geschlossen. Aktuell befinden sich dort weiterhin Gewerbebetriebe. |                                                   |
| Fortuna-Lichtspiele (Putbuser Lichtspiele, Metropol-Lichtspiele) (Lage) | Putbusser Straße 54                       | 1911–1930     | Die Gebäude aus der Zeit des Kinos wurden in den 1970er Jahren abgerissen, aktuell findet man hier nur noch Wohnbebauung. | Putbusser Straße Ecke Lortzingstraße 1918         |
| Gala Lichtbühne (Lage)                                                  | Usedomer Straße 14                        | 1912–ca. 1943 | Das Kino bestand von 1912 bis zum Zweiten Weltkrieg, es wurde dabei zerstört. Heute befinden sich dort Wohnhäuser. |                                                   |
| Globus-Lichtspiele (Lortzing-Lichtspiele) (Lage)                        | Swinemünder Straße 44 / Lortzingstraße 14 | 1905–1931     | Das Kino befand sich an der Ecke Lortzingstraße 14 und Swinemünder Straße 44. Es soll von 1905 bis 1931 bestanden haben. Das Gebäude ist zerstört, hier befinden sich aktuell Wohnhäuser. |                                                   |
| Hifa-Freilichtkino (Lage)                                               | Gustav-Mayer-Allee 2                      | 1988–1997     | 1988 eröffnete an der Himmelfahrtkirche in der Gustav-Meyer-Allee 2 das Hifa-Kino als Freiluftkino. Bis 1997 wurden dort im Sommer unter freiem Himmel Filme gezeigt. |                                                   |
| Humboldt-Lichtspiele (Lage)                                             | Badstraße 19                              | 1919–1984     | 1919–1984 bestand das Humboldt-Theater in der Badstraße 19, das in einem vorhandenen Saalbau im Hof des Hauses eingerichtet wurde. Mit 850 Sitzplätzen war dieser auch relativ groß. In der Badstraße 19 befanden sich ursprünglich Joseph Frankes Restaurant und Festsäle. Das auch nach dem Hauseigentümer bezeichnete „Schirm’sche Etablissement“ wurde 1919 zum Kino umgebaut. Im Vorderhaus befanden sich seit jeher Ladengeschäfte, so auch heute noch. Der Saalbau im Hof ist jedoch bereits 1989 abgerissen worden. |                                                   |
| Kinematographentheater (Lage)                                           | Badstraße 64                              | 1907–1910     | Von 1907 bis 1910 befand sich in der Badstraße 64 ein kleines Ladenkino. Heute befinden sich im Erdgeschoss des Hauses zwei Ladengeschäfte. |                                                   |
| Kinematographentheater (Lage)                                           | Bellermannstraße 4                        | 1917–1919     | In der Bellermannstraße 4 soll es von 1917 bis 1919 ein Kinematographentheater gegeben haben. Dabei handelte es sich vermutlich um ein Ladenkino. In den Berliner Adressbüchern finden sich dazu Einträge, im Kinoadressbuch jedoch nicht. Nr. 2/3 ist ein Wohnhaus aus dieser Zeit, Nr. 4 wurde im Zweiten Weltkrieg zerstört und durch ein neues Wohnhaus ersetzt. |                                                   |
| Kinematographentheater (Lage)                                           | Bernauer Straße 66/67                     | 1910–1913     | Im Berliner Adressbuch finden sich nur wenige Einträge zu einem Kino in der Bernauer Straße 66/67, im Kinoadressbuch gar nicht. Dort soll von 1910 bis 1913 ein Kinematographentheater bestanden haben. Vermutlich handelte es sich dabei um ein kleines Ladenkino. Das Gebäude befand sich Bernauer Straße / Ecke Wolliner Straße, das Grundstück ist heute neu bebaut. |                                                   |
| Kinematographentheater (Lage)                                           | Brunnenstraße 57                          | 1910–1915     | In den Berliner Adressbüchern finden sich in der Brunnenstraße mehrere Einträge in der Rubrik Kinematografische Vorstellungen. Oft ist dort jedoch auch die Wohnanschrift eines Kinematographenbesitzers angegeben, das Kino selbst könnte auch woanders gelegen haben. Von 1910 bis 1915 befand sich eines in der Brunnenstraße 57 im Wedding. |                                                   |
| Kinematographentheater (Lage)                                           | Grünthaler Straße 27/28                   | 1916–1920     | Das Kinematographentheater in der Grünthaler Straße soll von 1916 bis 1920 existiert haben. Zeitgleich betrieb Frau Kolakowitz in der Bellermannstraße das Volks-Theater. |                                                   |
| Kinematographentheater (Lage)                                           | Prinzenallee 17                           | 1908–1911     | In der Prinzenallee 17 soll von 1908 bis 1911 ein Kinematographentheater bestanden haben. Ernst Schulze eröffnete später in der Prinzenallee 72/73 ein weiteres Kino. |                                                   |
| Kino & Café am Ufer (Lage)                                              | Uferstraße 12                             | 2007–2013     | Das Kino & Café am Ufer war das erste spirituelle Kino Deutschlands. Es wurde am 5. Januar 2007 eröffnet und schloss seine Pforten am 2. Juni 2013. Es war ein Modellprojekt von Nirwana Events, einer Berliner Agentur für spirituelle Veranstaltungen, das von vielen (Film-)Freundinnen und Freunden unterstützt wurde. |                                                   |
| Kolonie-Lichtspiele (Lage)                                              | Koloniestraße 3/4                         | 1912–ca. 1943 | 1912 wurden in der Koloniestraße 3/4 die Kolonie-Lichtspiele eröffnet, sie bestanden bis zu ihrer Zerstörung im Zweiten Weltkrieg. Aktuell zeugt noch eine Baulücke davon. Im hinteren Bereich des Grundstückes befindet sich seit 2000 das „Hotel am Luisenbad“. |                                                   |
| Komet-Lichtspiele (Lage)                                                | Schwedenstraße 3b                         | 1911–1921     | Das Kino bestand von 1911 bis 1921. Es handelte sich um ein sehr kleines Ladenkino direkt gegenüber den Lichtspielen Schwedenstraße 16. Aktuell findet man dort ein Wohnhaus mit mehreren Ladeneinbauten im Erdgeschoss. |                                                   |
| Kristall-Palast (Lage)                                                  | Prinzenallee 1–6                          | 1926–1980     | 1926 wurde an der Badstraße / Ecke Prinzenallee der Kristallpalast unter der Direktion der „Bega-Film und Bühnenschau GmbH“ nach den Plänen von Wilhelm Kratz als Großkino errichtet. Im Zweiten Weltkrieg wurde das Haus schwer beschädigt. Bereits 1946 wurde mit den Plänen zur Wiedererrichtung begonnen, die Außenmauern waren stehen geblieben. Erst nach fast zehn Jahren konnte das Kino am 23. Dezember 1955 wieder eröffnet werden. Architekt war Bruno Meltendorf. Aber bereits 1980 endete der Spielbetrieb wieder. Kurz danach musste es dann einem modernen Wohn- und Geschäftshaus weichen. |                                                   |
| Lichtbild-Theater (Lage)                                                | Koloniestraße 70                          | 1917–1927     | Für 1917 wird in der Koloniestraße 70 im Berliner Adressbuch bereits ein Kinematographentheater angezeigt. In den Kinoadressbüchern ist für 1925–1927 dann nur noch ein Wanderkino unter dieser Adresse vermerkt. Das Gebäude ist heute ein reines Wohnhaus. |                                                   |
| Lichtspiel-Theater (Lage)                                               | Jasmunder Straße 22                       | 1910–1921     | Das Kinematographentheater in der Jasmunder Straße 22 soll laut Kinoarchitektur in Berlin von 1912 bis 1915 bestanden haben. Wahrscheinlicher ist jedoch ein Kinobetrieb von 1910 bis 1921. Das Gebäude war das Eckhaus Jasmunder Straße 22/Stralsunder Straße 33, es existiert heute nicht mehr. |                                                   |
| Lichtspiele (Lage)                                                      | Reinickendorfer Straße 26/27              | 1909–1920     | Das Kino soll von 1909 bis 1915 bestanden haben, doch noch 1920 wird es im Kinoadressbuch erwähnt. Im Eckgebäude zur Weddingstraße befindet sich im Erdgeschoss ein Ladengeschäft. |                                                   |
| Marienbad-Lichtspiele (Lage)                                            | Badstraße 35/36                           | 1908–1963     | In der Badstraße 35/36 in Gesundbrunnen befand sich im Hof das Marienbad (bzw. Luisenbad) mit Bädern und Saunen. Es verfügte auch über einen Konzert- und Theatersaal, den Fritz Holz 1911 zu einem Kinematographentheater umbaute. Schon zuvor gab E. Luft ab 1908 dort Filmvorführungen. Bemerkenswert ist die Architektur der Fassade des Hauses, das 1903 durch Carl Galuschki als Wohn- und Geschäftshaus errichtet wurde. 1963 endete der Spielbetrieb des Kinos. 1978–1981 wurde das ehemalige Marienbad saniert und dabei auch 1982 das Ballhaus mit dem früheren Kinosaal abgerissen. Das Vestibül des Ballsaales blieb erhalten und wurde nach Sanierung Teil der Bibliothek am Luisenbad. Das Gebäude steht im Ensemble unter Denkmalschutz. | Badstraße 36/36                                   |
| Monopol-Lichtspiele (Lage)                                              | Soldiner Straße 14                        | 1908–1920     | Das Ladenkino bestand von 1908 bis 1920. In der Soldiner Straße 14 befindet sich ein Wohnhaus mit Ladeneinbau im Erdgeschoss. |                                                   |
| Neues Alhambra (Lage)                                                   | Badstraße 58a                             | 1919–1969     | Das Kino wurde 1923 (1919?) durch Josef Deutsch im ehemaligen Voigt-Theater / Olympia-Theater eingerichtet und bestand dort bis 1969. Der Kinosaal war mit einer Wurlitzer-Orgel ausgestattet. Im Zweiten Weltkrieg erlitt der Saal nur geringe Schäden und konnte so 1946 nach Reparaturen wieder eröffnen. 1953/1954 wurde das Kino im Stil der Zeit modernisiert. Es war eines der Grenzkinos mit einem Sondereintrittsgeld von 60 Pfennigen für Ostbewohner statt einer Mark. Das Neue Alhambra schloss am 30. Juni 1969. Heute befindet sich dort ein Supermarkt und eine Apotheke. |                                                   |
| Phönix-Lichtspiele (Lage)                                               | Prinzenallee 83                           | 1919–1921     | 1919 eröffneten die Phönix-Lichtspiele in der Prinzenallee. Das Kino scheint jedoch nur kurze Zeit bestanden zu haben. |                                                   |
| Prinzen-Lichtspielhaus (Lage)                                           | Prinzenallee 72/73                        | 1910–192?     | 1910 eröffnete Ernst Schulze in der Prinzenallee 72/73 / Ecke Osloer Straße 109 ein Kinematographentheater und einen Verkauf von Projektoren. Zuvor hatte er in der Prinzenallee 17 schon ein Kinematographentheater besessen. Heute findet man hier ein Wohnhaus mit Ladeneinbauten im Erdgeschoss. |                                                   |
| Prinzen-Palast (Lage)                                                   | Prinzenallee 42/43                        | 1919–1970     | 1919 eröffnete neben der Stephanus-Kirche der Lichtspiel-Palast hinter der Prinzenallee 42, seit 1928 wurde er Prinzen-Palast genannt. 1970 wurde das Kino geschlossen. Hier befindet sich aktuell ein Wohnhaus. |                                                   |
| Provinz-Kino Olympia Mars-Lichtspiele Film-Bühne Trixi (Lage)           | Provinzstraße 30                          | 1953–2006     | Die „Filmbühne Trixi“ entstand 1953 mit 426 Plätzen. „Das Trixi, unweit der Grenze zum Ostsektor (Pankow) in der Provinzstraße eröffnet, hat 406 Plätze. Es gehört Alfred Zankert, Geschäftsführer ist Alfred Schenk. Auch hier wird die Vorführung von Breitwand-Filmen möglich sein, obgleich weniger an Premieren als an Nachspielfilme gedacht ist. Die Eintrittspreise werden zwischen 80 Pfennig und 1,20 DM liegen.“ aus Der neue Film 7/1954. Das Trixi war ein klassisches Kiezkinos in einem zweigeschossigen Wohnhaus. Die „bis in den Ost-Sektor führenden Provinzstraße wurde zur kleinen Kinomeile.“ Ab 1957 wurde das als Grenzkino genutzte Trixi in „Mars-Lichtspiele“ umbenannt und hatte 390 Sitzplätze, Inhaber war nun Traute Klitzsch während die Geschäfte der Vorführer Max Klitzsch führte. Zu diesem Zeitpunkt waren die 390 Sitzplätze ungepolsterte Holzstühle von Kamphöner. Gespielt wurden an sieben Tagen 15 Vorstellungen und eine Spätvorstellung je Woche. Für die Breitwandfilme im Seitenverhältnis 1:1,85 oder 1:2,55 in CinemaScope Lichtton gab es die Vorführmaschine Ernemann X und Verstärker von Klangfilm. Die DIA-Projektion war tönend. 1959 ist nach Heirat Traute Henkel als Inhaberin im Kino-Adressbuch genannt, von der 1962 Rolf Jakobi das Kino übernimmt. Um 1966 wird der Kinobetrieb eingestellt und die Räume werden als Supermarkt genutzt. Im Jahre 1989 gab es eine Wiedereröffnung als „Provinz-Kino“ unter Bezug auf den Straßennamen. Der Inhaber und Betreiber ist die Provinz-Kino GmbH, 14109 Berlin, Schuchardtweg 9. Das Kino wurde mit der alten einrichtung und 150 Sitzplätzen, ab 1995 140 Plätzen betrieben. 1995 übernimmt der GmbH-Besitzer Peter H. Vollmann und wechselt 1997 zur „FTB Berlin“, ebenfalls Schuchardtweg 9. „Ein Betreiberwechsel ab dem 1. Juni 2005 führte zu einer erneuten Namensänderung in 'Olympia'. Assoziationen mit dem 1999 geschlossenen „Olympia am Zoo“ waren nicht unberechtigt, denn der letzte Betreiber und Yorck-Kino Mitarbeiter Knut Steenwerth hielt den Namen nicht nur für einen angemesseneren und positiveren als 'Provinz-Kino', sondern besaß auch noch die alte Leuchtschrift vom Olympia am Zoo, die hier nach sieben Jahren Kellereinlagerung wieder zum Leben erweckt werden sollte. Dazu kam es aber leider nicht mehr, da der Betrieb vorher eingestellt wurde.“ Noch mit dem Betreiberwechsel im Juni 2005 wurde in den Saal eine neue gekrümmte Leinwand und Tonanlage eingebaut. Ende Dezember 2005 wurde das kleine Kino nach einem halben Jahr vom Betreiber geschlossen. „Möglicherweise hat sich die Konkurrenz zum so hypermodernen 8-Saal-Alhambra-Flmhaus bemerkbar gemacht, aber auch das Problem, ein solches Einzelhaus mit einem Schienenspiel aufzuwerten. Der Neon-Schriftzug 'Olympia' vom gleichnamigen Traditionskino am Zoo machte viel Eindruck, besonders in den Abendstunden.“ Im 24 m²-Saal des Provinz-Kinos waren rotbezogene Klappsessel in den Sitzreihen durch zwei Gänge in Vierer-Gruppen geteilt. Als Erinnerung an alte Zeiten standen auf den durchgehenden Ablagen vor den Sitzen kleine Lampen. Es war der letzte Kinosaal in dem bis Mai 2005 geraucht werden durfte. Die Wohnhäuser und Nebengebäude auf den Grundstücken Provinzstraße 30–33 (fortlaufend) wurden abgerissen und unter der Adresse Provinzstraße 30 wurde auf Grundstück 31/32 der Flachbau eines Supermarktes mit nebenliegendem Parkplatz neu errichtet. | [ 13 ]                                            |
| Record-Lichtspiele (Lage)                                               | Brunnenstraße 111a                        | 1911–1962     | Von 1911 bis 1962 war das Kino Record in Betrieb. Der Status eines Grenzkinos ließ es noch einmal aufblühen, bis es nach der Schließung der Grenze selbst schließen musste. Das Erdgeschoss des Wohnhauses wird aktuell als Ladenfläche genutzt. Der Wohnblock wurde in den 1980er Jahren abgerissen und durch einen Neubau ersetzt. Das Kino befand sich im Gebäude der Kühne-Essigfabrik, deshalb und wegen des ständigen Essig-Geruchs nannten es die Berliner das „Essig-Kino“. |                                                   |
| Rialto-Palast (Union) (Lage)                                            | Reinickendorfer Straße 14                 | 1910–1967     | Das Kino wurde 1910 von der Projections AG „Union“ aus Frankfurt am Main als Union-Theater eröffnet, von denen die Gesellschaft mehrere Kinematographentheater betrieb. 1928 gab die Ufa das Haus auf, der neue Besitzer benannte das Kino dann erstmals in Rialto-Palast um. Kurzzeitig wurde aus dem Kino Hoffmanns Lachbühne, möglicherweise ein Varieté oder Kabarett. Von 1934 bis 1967 wurde das Haus dann wieder als reines Kino betrieben. Bis in die 1990er Jahre wurde der Kinosaal als Supermarkt genutzt. An der Fassade kann man noch die ehemalige Kinonutzung erkennen. |                                                   |
| Rio-Lichtspiele (Lage)                                                  | Hussitenstraße 40                         | 1952–1965     | 1952 wandelte der Architekt Bruno Meltendorf den „Humboldtsaal“ im Erdgeschoss eines Wohnhauses in ein Kino um. Dieser war zuvor als Tanzsaal einer Gaststätte genutzt worden. Von 1952 bis 1965 bestanden die Rio-Lichtspiele in der Hussitenstraße 40. Bis 1961 hielt es sich als Grenzkino über Wasser und schloss 1965 ganz. Die Gebäude wurden mittlerweile abgerissen. |                                                   |
| Roland-Lichtspiele (Lage)                                               | Reinickendorfer Straße 47                 | 1910–1961     | Das Kino bestand von 1910 bis 1961. Das Gebäude scheint erhalten zu sein und das Erdgeschoss wird als Apotheke genutzt. An der Straßenecke befindet sich ein Flachbau mit Pizzeria. |                                                   |
| Roxy-Lichtspiele (Marga-, Nordische Lichtspiele) (Lage)                 | Gleimstraße 71                            | 1912–1945     | Die Roxy-Lichtspiele bestanden bis zu ihrer Zerstörung im Zweiten Weltkrieg, zuvor waren sie auch Marga-Lichtspiele und Nordische Lichtspiele genannt worden. Das Kino bestand bereits seit 1912. 1927 wurden sie nach kurzer Schließzeit neu eröffnet. Aktuell befinden sich dort Wohnhäuser, die nach dem Zweiten Weltkrieg errichtet wurden. |                                                   |
| Schauburg (Schweden-Kino, Volks-Kino, Fortuna) (Lage)                   | Schwedenstraße 16                         | 1910–1962     | Das Kino bestand unter verschiedenen Namen von 1910 bis 1962. Aktuell findet man dort ein Wohnhaus mit Ladeneinbauten im Erdgeschoss. Das Kino lag direkt gegenüber den Komet-Lichtspielen. |                                                   |
| Tivoli (Lage)                                                           | Kolberger Straße 22/23                    | 1923–ca. 1943 | Die Tivoli-Lichtspiele in der Kolberger Straße 23 bestanden von 1923 bis zu ihrer Zerstörung im Zweiten Weltkrieg ca. 1943. Dort befinden sich aktuell Wohnhäuser, die erst später errichtet wurden. |                                                   |
| Union-Kino (Nordische Lichtspiele, Modernes Theater) (Lage)             | Swinemünder Straße 72 / Rügener Straße 15 | 1907–1933     | Das Kino soll von 1912 bis 1933 bestanden haben, doch schon 1910 findet sich ein Eintrag im Berliner Adressbuch zu einem Kinematographentheater in diesem Haus. In den Kinoadressbüchern wird bereits das Jahr 1907 als Eröffnungsjahr angegeben. Das Gebäude ist zerstört, hier befindet sich der Sportplatz der Heinrich-Seidel-Grundschule. |                                                   |
| Usedom-Lichtspiele (Lage)                                               | Usedomer Straße 7                         | 1912–1921     | Das Kino bestand von 1912 bis 1921. In der Usedomer Straße 7 befindet sich heute ein flacher Gewerbebau, der nach 1955 errichtet wurde. Er begrenzt einen unter Denkmalschutz stehenden Gewerbehof im Inneren. |                                                   |
| Vineta-Lichtspiele (Central) (Lage)                                     | Vinetaplatz 6 / Swinemünder Straße 31     | 1910–1961     | Die Vineta-Lichtspiele erhielten ihren Namen 1952, bis dahin hieß das Kino Central-Lichtspiele. Zuvor hatte es bis 1934 schon ein Kino gleichen Namens am Vinetaplatz 3 gegeben. Das Kino befand sich im Eckhaus Vinetaplatz 6 / Swinemünder Straße 31. Bis zu seiner Schließung 1961 diente es als Grenzkino. Durch den Mauerbau musste das Kino schließen. Das Gebäude wurde später durch moderne Wohnhäuser ersetzt. |                                                   |
| Volks-Kino-Vinetaplatz (Vineta-Lichtspiele) (Lage)                      | Vinetaplatz 3 / Wolliner Straße 43        | 1905–1934     | Das Kino befand sich im Eckhaus Wolliner Straße 43 / Vinetaplatz 3. Es war von 1905 bis 1934 in Betrieb. Das Kino ist nicht zu verwechseln mit den Central-Lichtspielen am Vinetaplatz 6, die ab 1952 ebenfalls Vineta-Lichtspiele genannt wurden. |                                                   |
| Vox-Lichtspiele (Lage)                                                  | Bernauer Straße 96                        | 1952–1961     | Die Vox-Lichtspiele bestanden als Grenzkino von 1952 bis 1961 und schlossen mit Errichtung der Berliner Mauer, die nun direkt am Kino vorbei führte. „In der Nähe der Sektorengrenze, im Norden West-Berlins, wurden von Reinhard Bendin und Reinhard Vehlow die Vox-Lichtspiele eröffnet. 504 Besuchern bietet das schmucke Haus Platz. Die Aufräumungs- und Bauarbeiten hatten sich über rund drei Jahre erstreckt, ehe ‚Vox‘ aus Trümmern auferstehen konnte. Architekt Einköter zeichnete für den Bau verantwortlich, Bestuhlung lieferte die Firma Kamphöner.“ (aus: Der neue Film 84/1952) In einem Dokumentarfilm über die Arbeit der Ost-Berliner Volkspolizei wird mit der Kamera auf die VOX-Lichtspiele geschwenkt. Der Off-Sprecher erläutert: „Und es gibt immer noch Leute, die aus der Spaltung der Stadt ihren Profit schlagen wollen. Diese Kinos an der Sektorengrenze spielen mit Vorliebe Gangsterfilme. Und oft genug haben wir dann mit den Auswirkungen zu tun.“ (Eine Nacht wie jede andere, DDR 1957, EA: 21.06.1957) |                                                   |